# Newnham College
Newnham College  is een van de 31 colleges van de Universiteit van Cambridge. Het werd in 1871 gesticht en is alleen toegankelijk voor vrouwelijke studenten. Het heeft een belangrijke rol gespeeld in het ontwikkelen van mogelijkheden voor vrouwen om een academische studie te volgen in het Verenigd Koninkrijk. Het was (na Girton College) het tweede college in Cambridge dat vrouwen toeliet en herbergt nog steeds uitsluitend vrouwelijke studenten. Principal (hoofd) van Newnham College is sinds 2019 Alison Rose. 

## Geschiedenis

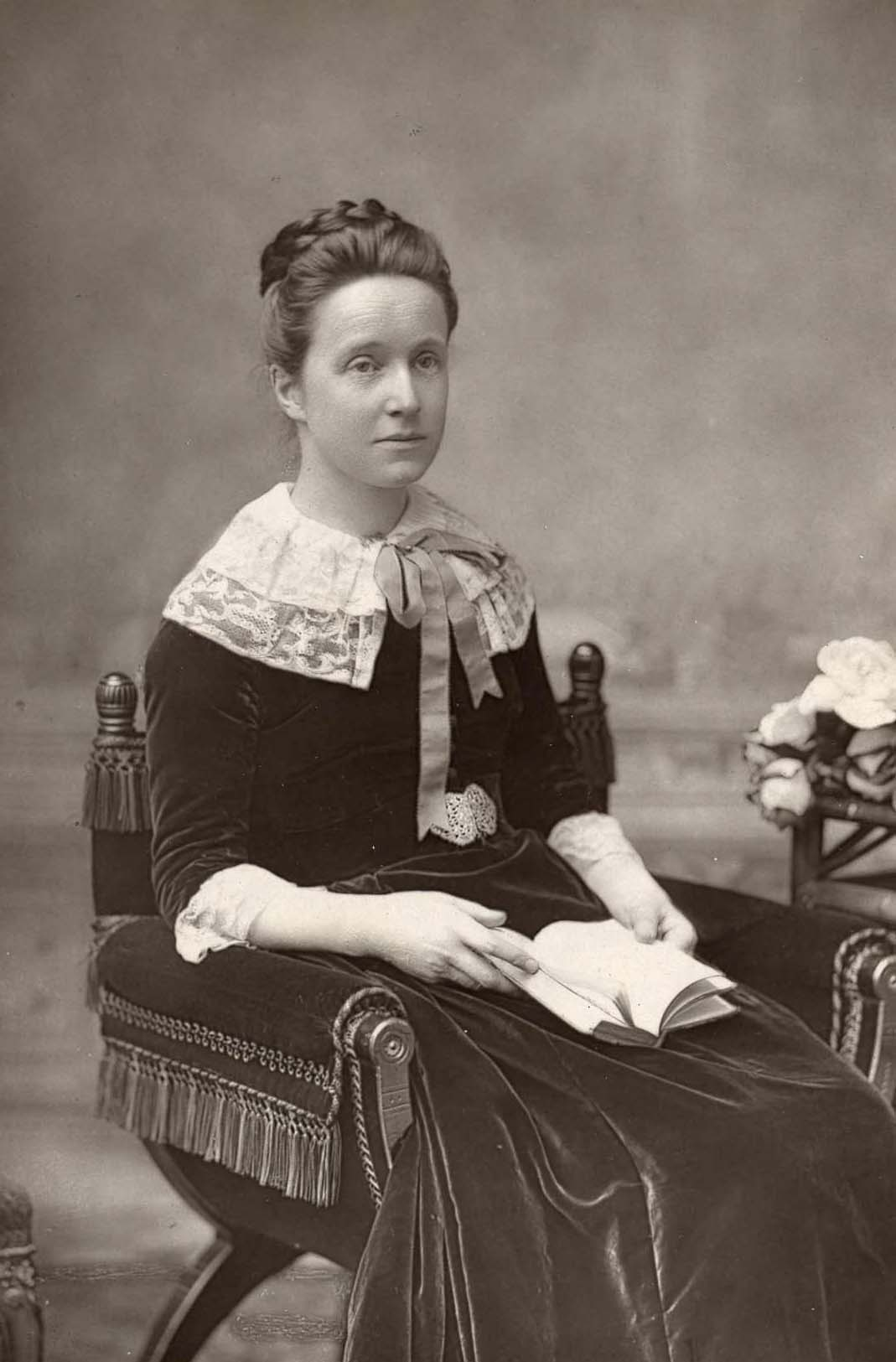
Oprichtster Millicent Fawcett (± 1870)
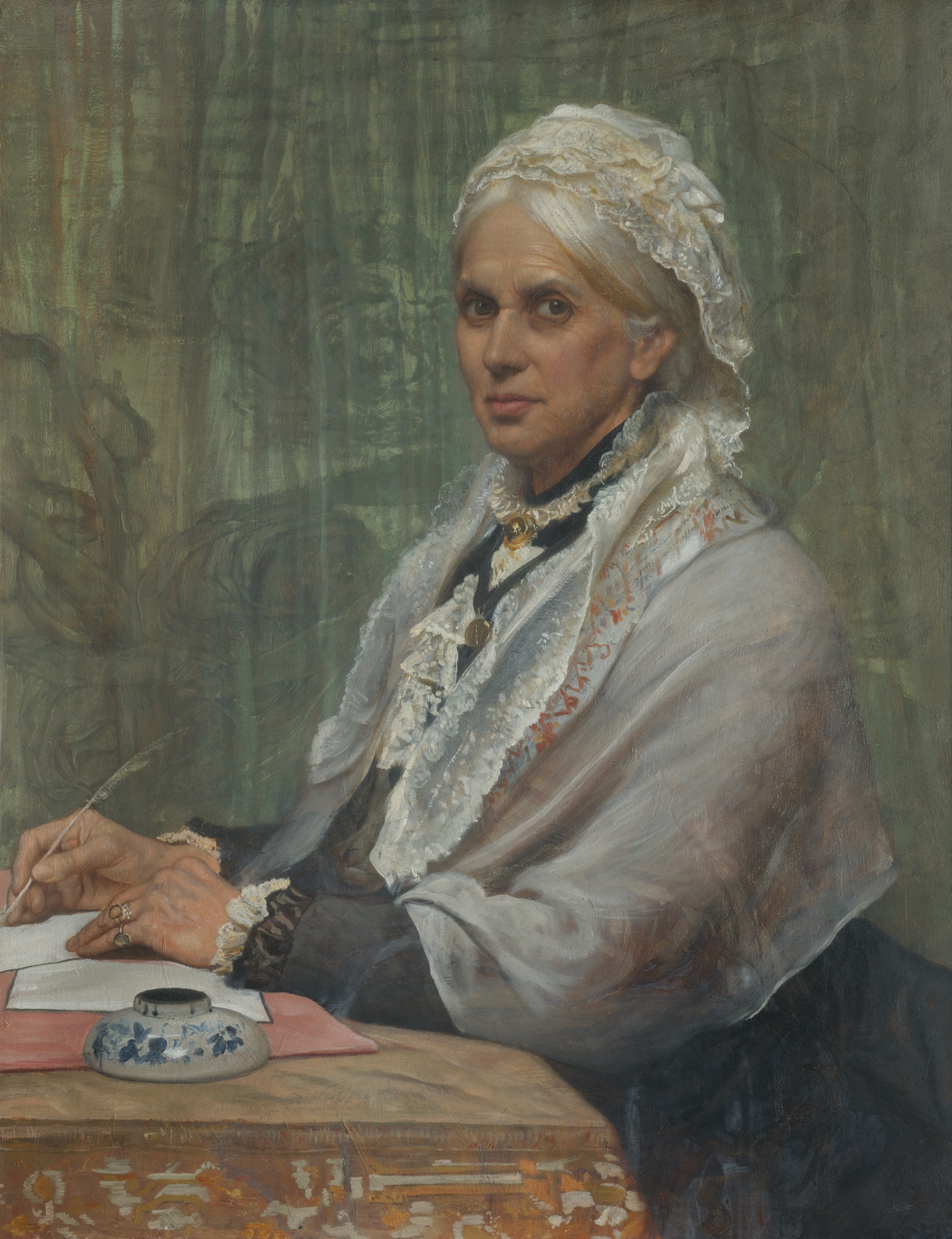
Eerste principal Anne Jemima Clough
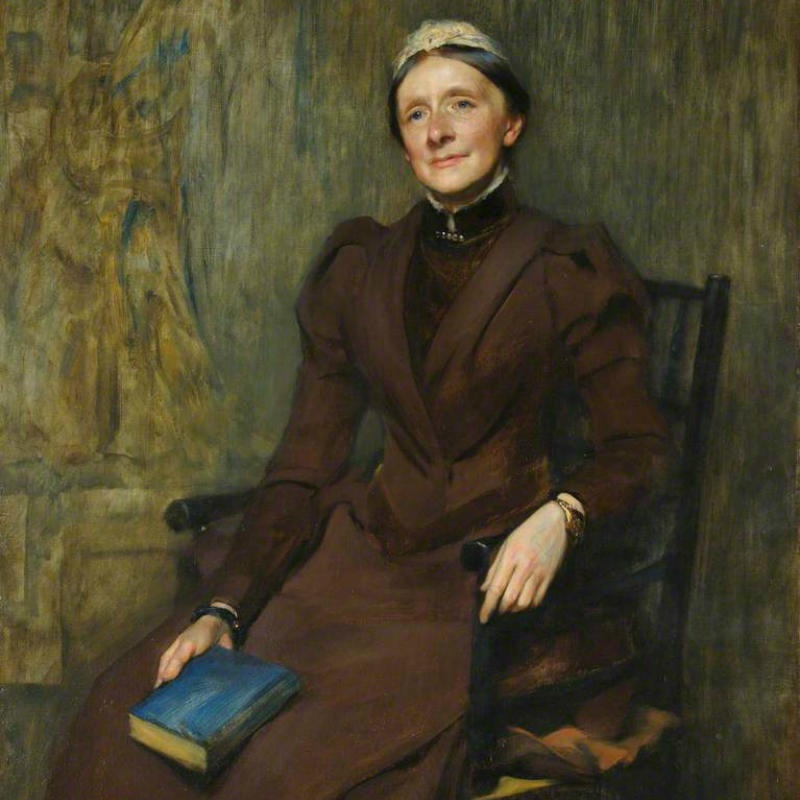
Medeoprichtster Marion Kennedy
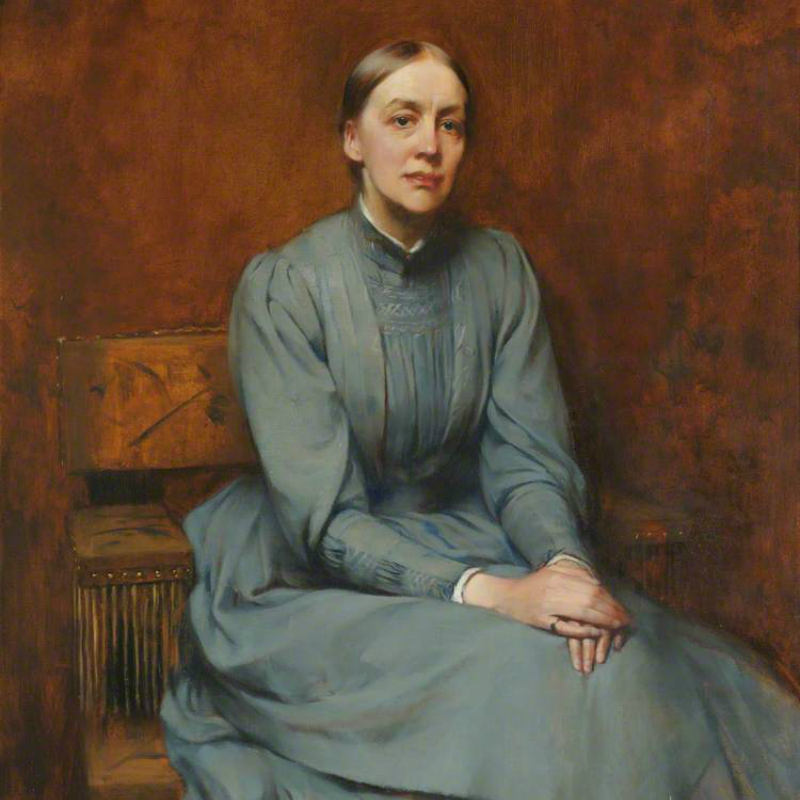
Eleanor Sidgwick, principal 1892-1900

De geschiedenis van Newnham begint in 1869 met de oprichting van de Association for Promotioning the Higher Education of Women in Cambridge. Het doel was een plek te bieden aan vrouwelijke studenten, die tot dat moment op geen enkel college in Cambridge welkom waren. In dat jaar huurden de filosoof Henry Sidgwick (1838-1900), fellow van Trinity College, en de feministe Millicent Fawcett (1847-1929) een huis aan Regent Street waar vijf studentes konden wonen. Ook de classica Marion Grace Kennedy (1836-1914) speelde een vooraanstaande rol in de financiering en vormgeving van het college. Anne Jemima Clough (1820-1892), een 'vroege' suffragette die ervaring had als schooldirectrice, nam de leiding op zich als principal. Door de toename van het aantal studentes was er al snel een groter pand nodig, eerst aan Queen's Road en daarna aan Bateman Street.

### Collegegebouwen
In 1875 werd het eerste gebouw voor Newnham College gebouwd in het stadsdeel Newnham aan de tegenwoordige Sidgwick Avenue, waar het nu nog gevestigd is. Het college ontstond formeel in 1880. Een jaar later werden de universitaire examens van Newnham College officieel erkend. Het complex breidde zich tot aan de Tweede Wereldoorlog uit met meer gebouwen, waaronder woonruimtes, werkkamers, collegezalen, de Yates Thompson Library, een observatorium en het Balfour Laboratory, alles ontworpen door de architect Basil Champneys in Queen Anne revival style (Engelse neobarok). De voorzieningen zijn van oudsher uitstekend geoutilleerd, omdat vrouwen de algemene bibliotheken en laboratoria van de universiteit aanvankelijk niet mochten gebruiken. Bij het college behoort een met zorg aangelegde tuin, waarbij lopen en zitten in het gras is toegestaan, anders dan bij de meeste colleges in Cambridge. 
Omdat veel meisjes in het midden van de 19e eeuw geen toegang hadden tot dezelfde middelbare scholen als jongens, werden voorbereidende cursussen in het leven geroepen die hen in staat stelden toegelaten te worden tot de universiteit. Bij het andere college voor vrouwen, Girton, was men van mening dat gelijkheid alleen mogelijk was door vrouwen hetzelfde onderwijs aan te bieden als de mannen, maar Newnham geloofde meer in aangepaste lesprogramma's om de kansen te vergroten. Veel afgestudeerden van de vrouwencolleges van Cambridge, Oxford en Londen stichtten meisjesscholen, waardoor het niveau van de vooropleidingen langzamerhand verbeterde. Tegen de Eerste Wereldoorlog ging de overgrote meerderheid van de Newnham-studenten direct naar de universiteit zonder nog een voorbereidingsjaar te hoeven volgen. 

### Positie van vrouwen
De gelijkberechtiging van vrouwen bij de universiteit moest aan het eind van de 19e eeuw zwaar worden bevochten. Na de oprichting van Girton en Newnham mochten zij alleen colleges volgen als de docent naar eigen willekeurig inzicht toestemming gaf. Vanaf 1881 werd onderhandeld over een algemene toestemming om examens af te leggen, maar in 1887 werd dit afgewezen.
In 1890 werd de Newnham-studente Philippa Fawcett, dochter van oprichtster Millicent Fawcett, uitgeroepen tot de top van de hele universiteit bij de studie wiskunde. Haar uitzonderlijk hoge resultaat telde echter niet officieel mee, omdat de ranglijsten waren voorbehouden aan de mannelijke studenten. De eretitel van Senior Wrangler ging dus naar de nummer twee, die veel lager had gescoord. Dit haalde de internationale pers en werd door de suffragettes van de eerste feministische golf aangegrepen om de rechten en de capaciteiten van vrouwen in de wetenschap onder de aandacht te brengen. Een academische graad werd in Cambridge nog lang aan vrouwen ontzegd, en Philippa Fawcett behoorde tot de vele "steamboat ladies" die in het eerste decennium van de 20e eeuw de oversteek maakten naar Ierland, waar de Universiteit van Dublin (Trinity College) bereid was universitaire diploma's uit te reiken aan vrouwen die in Oxford en Cambridge niet hadden kunnen afstuderen.    
Van 1892 tot 1900 was de leiding over Newnham College in handen van de natuurkundige en feministe Eleanor Mildred Sidgwick (1846-1936), afkomstig uit een politiek invloedrijke familie en de zuster van de latere premier Arthur James Balfour. Zij was een van Newnhams eerste studentes geweest en in 1876 met oprichter Henry Sidgwick getrouwd. Dat ze ook oog had voor de recreatieve mogelijkheden blijkt uit het feit dat in 1895 de Norfolkse schaatser Chafer Legge bij het college in dienst kwam om de studentes te leren schaatsen op de bevroren wateren van The Fens en de rivier Cam.

### 20e eeuw
In 1897 vonden protestdemonstraties tegen toelating van vrouwen plaats door mannelijke studenten die veel schade aanrichtten in het centrum van de stad. Nog in 1921 beschadigden ze het poortgebouw van Newnham College door een handkar als stormram te gebruiken. In het interbellum konden vrouwen universitaire functies bekleden, maar ze mochten niet beslissen over aangelegenheden van hun eigen afdeling of van de universiteit als geheel.
In 1948 bereikten Newnham en Girton de volledige status van een "constituent college" van de universiteit van Cambridge, hoewel de universiteit nog steeds de bevoegdheid had om het aantal vrouwen te beperken. Toen in 1954 een derde college voor vrouwen werd opgericht (New Hall, nu Murray Edwards College) was Cambridge nog steeds de universiteit met het laagste percentage vrouwen in het Verenigd Koninkrijk. In 1965 opende een vierde de deuren, Lucy Cavendish College voor vrouwen van 21 jaar en ouder. In datzelfde jaar lieten drie mannencolleges voor het eerst vrouwelijke studenten toe en geleidelijk werd Cambridge een 'gemengde' universiteit. 

### 21e eeuw
In de laatste decennia van de twintigste eeuw werden alle onderdelen van de colleges van de Universiteit van Cambridge toegankelijk voor zowel mannen als vrouwen. Alleen Newnham College is nog steeds "for women only". Wel zijn veel voorzieningen, zoals de bibliotheek en het laboratorium, opengesteld voor de gehele universitaire gemeenschap.

## Bekende afgestudeerden
Een aantal alumnae van Newnham College is internationaal bekend door hun wetenschappelijke resultaten of om andere redenen.
| - Diane Abbott, politica - G.E.M. Anscombe, analytisch filosofe - Agnes Arber, botanicus - Mary Beard, classica - Eleanor Bron, actrice - A.S. Byatt, schrijfster - Venetia Burney, econome - Joan Clarke, wiskundige en cryptoanalist - Margaret Drabble, schrijfster - Philippa Fawcett, wiskundige - Mary Parker Follett, socioloog - Rosalind Franklin, scheikundige, natuurkundige, kristallografe - Jane Goodall, primatologe, antropologe - Germaine Greer, schrijver, feministe - Dorothy Crowfoot Hodgkin, scheikundige, Nobelprijswinnares - Lisa Jardine, historica | - Judith Ledeboer, architect - Jessica Mann, schrijfster - Miriam Margolyes, actrice - Suzy Menkes, journalist - Brenda Milner, neuropsychologe - Iris Murdoch, schrijfster, filosofe - Jinty Nelson, historica - Cecilia Payne-Gaposchkin, astronome, astrofysicus - Sylvia Plath, schrijfster, dichteres, Pulitzerprijswinnaar - Joan Robinson, econome - Alison Rose, historica, diplomate, sinds 1 september 2019 principal (hoofd) van Newnham College - Mary Sheepshanks, journalist, feminist - Ali Smith, schrijfster (PhD niet afgemaakt) - Marjory Stephenson, biochemica - Emma Thompson, actrice, scenarioschrijver - Anne Treisman, cognitief psycholoog - Anna Watkins, natuurkundige, Olympisch roeier - Olivia Williams, actrice |

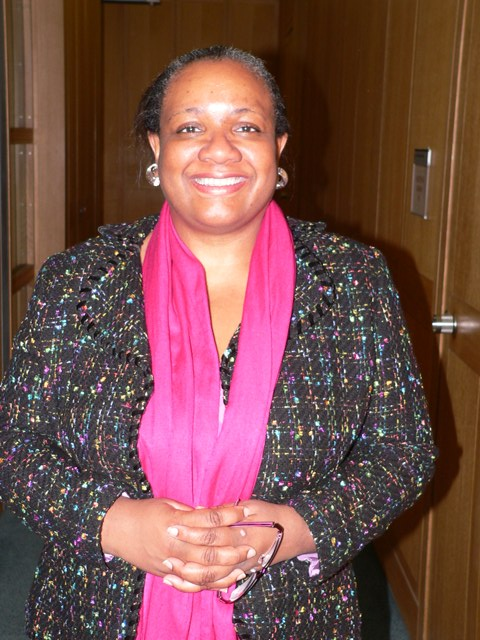
Diane Abbott
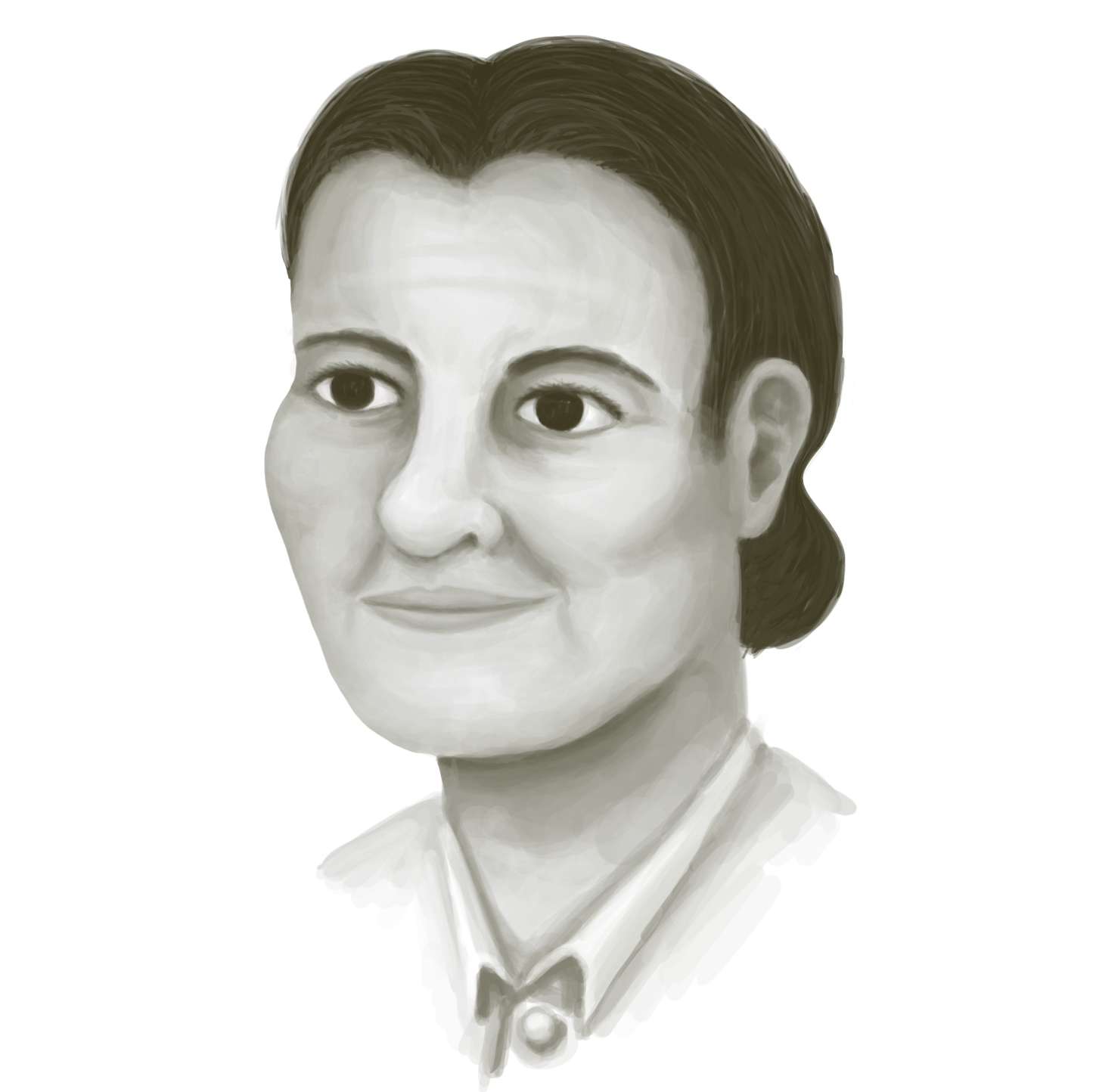
G.E.M. Anscombe
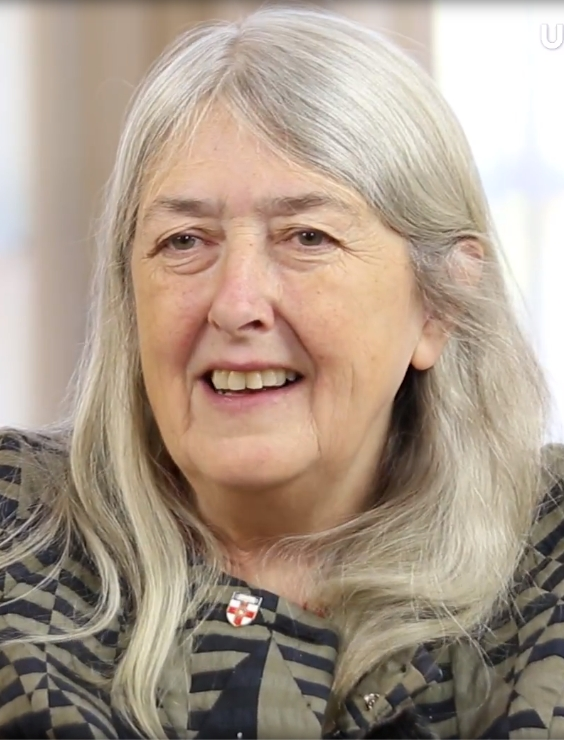
Mary Beard
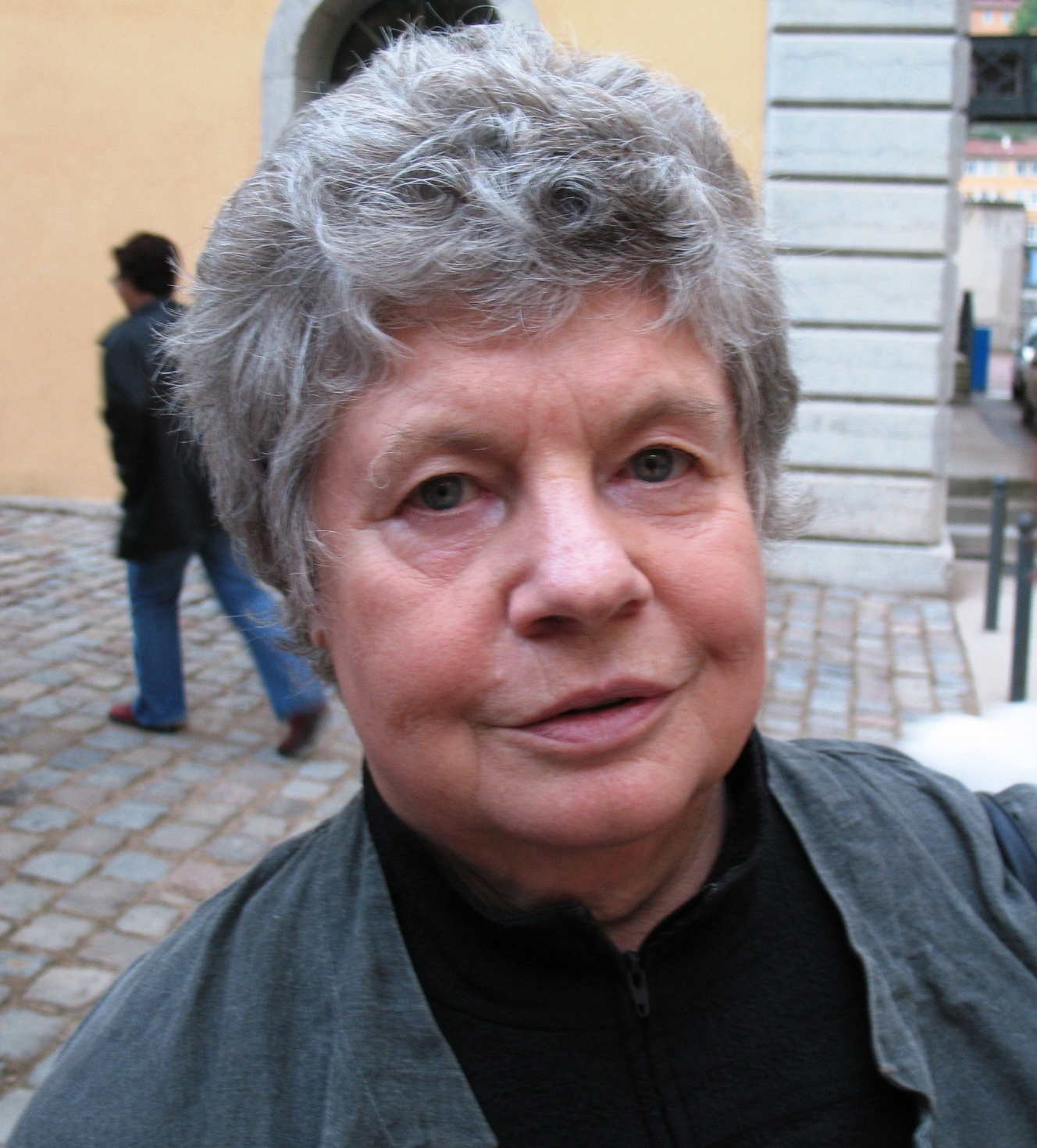
A.S. Byatt
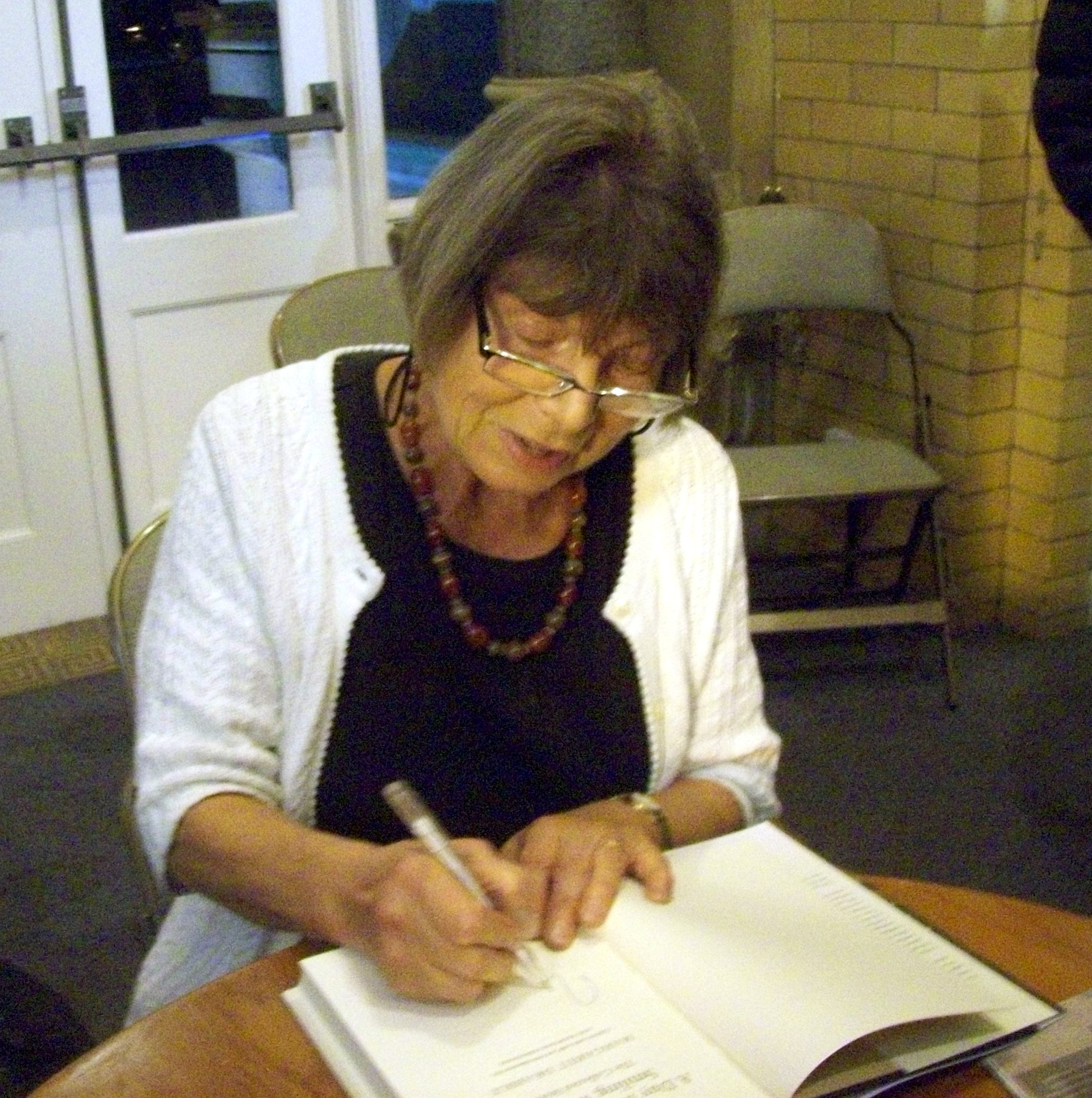
Margaret Drabble
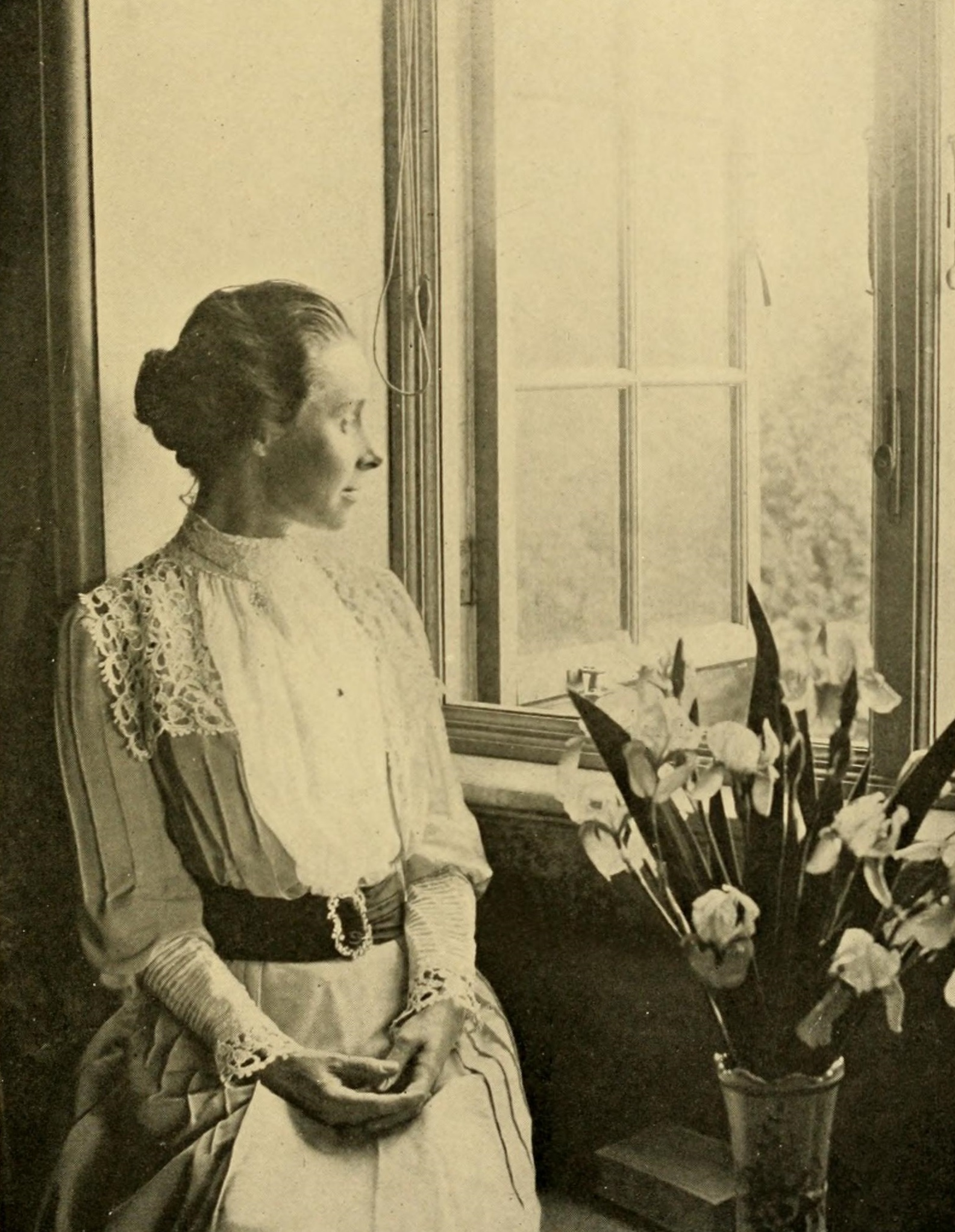
Philippa Fawcett
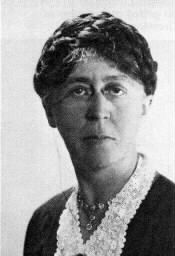
Mary Parker Follett
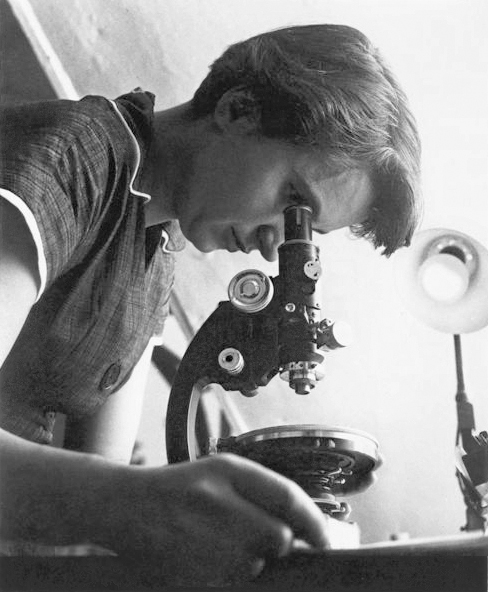
Rosalind Franklin
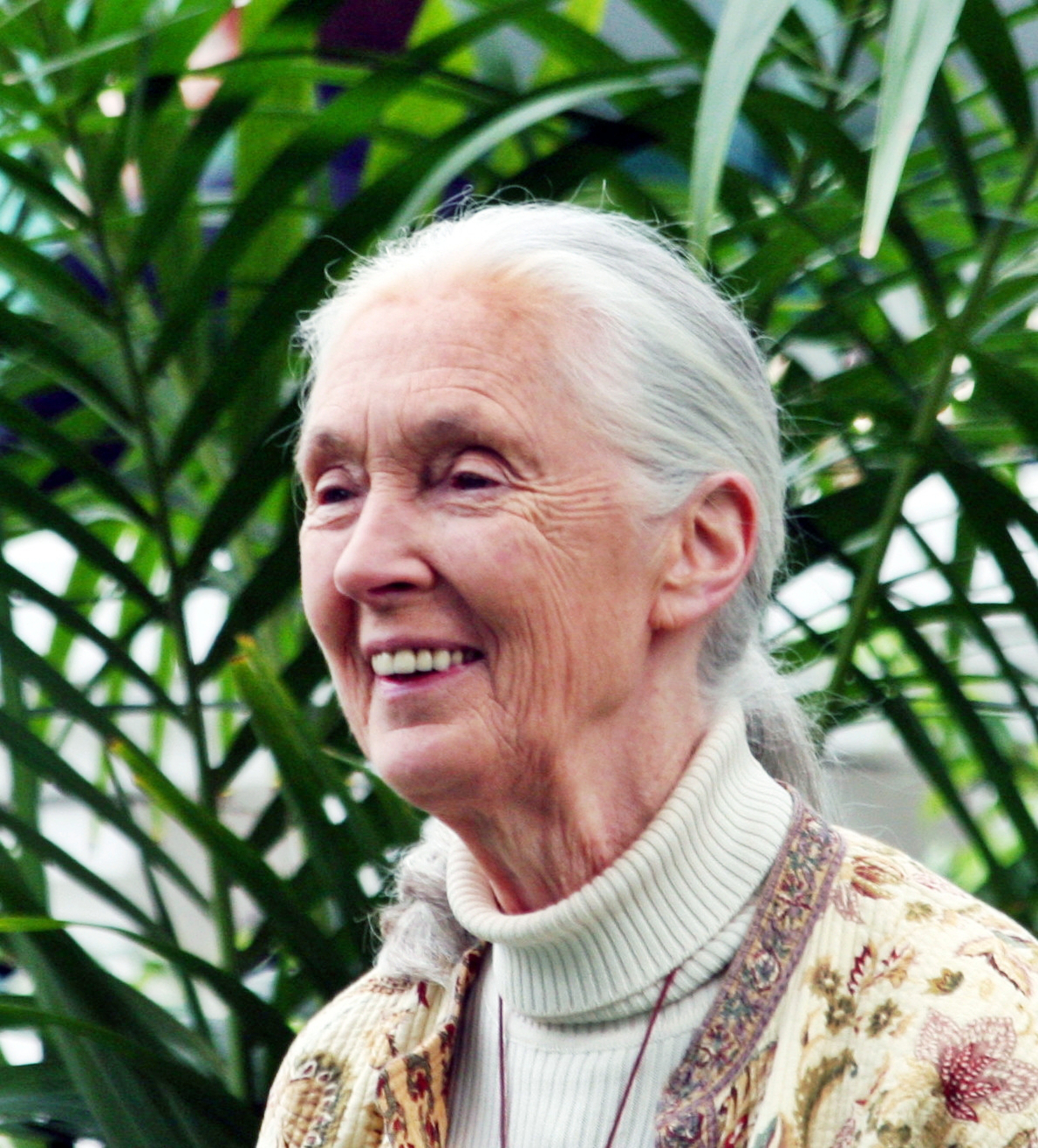
Jane Goodall
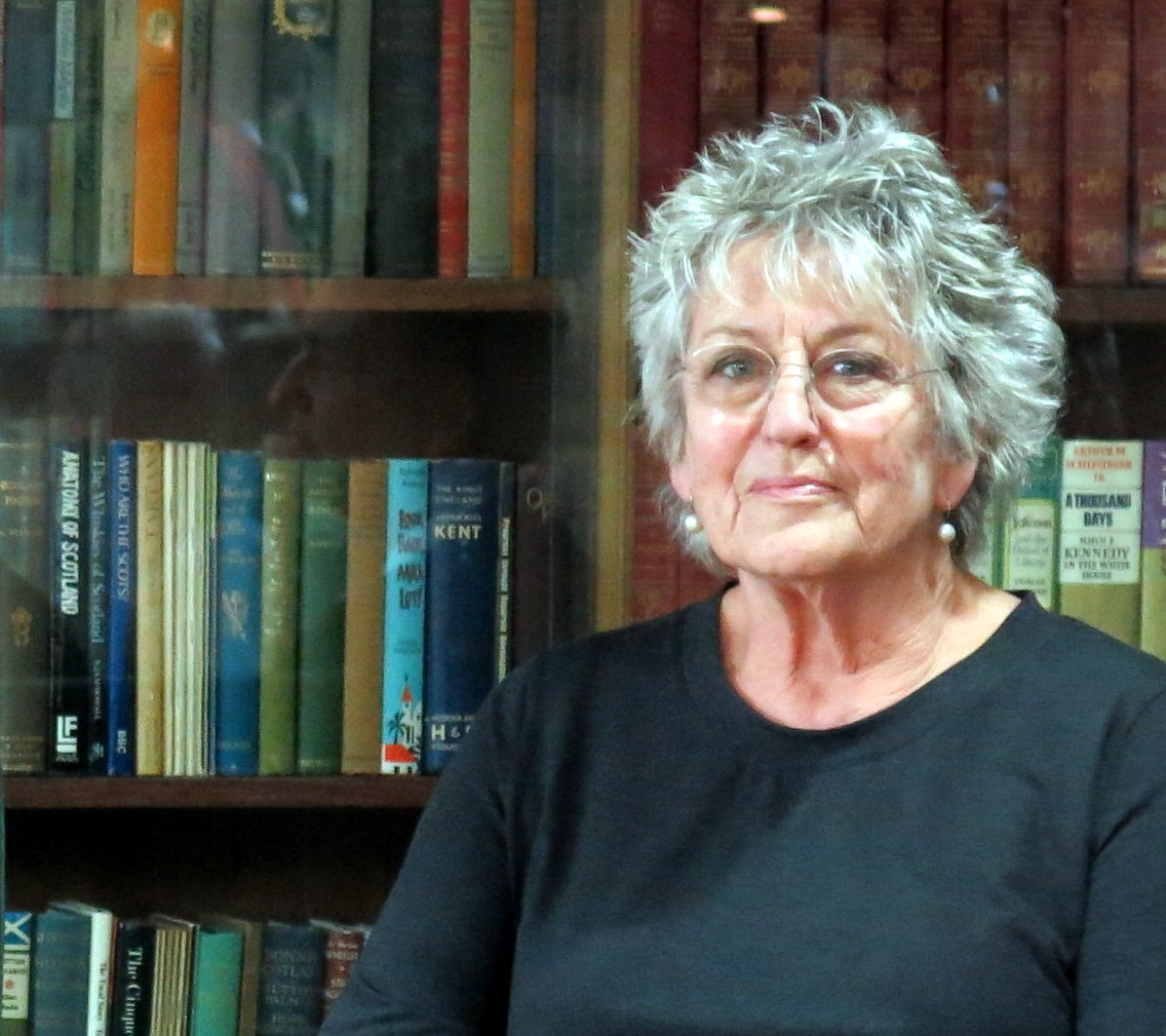
Germaine Greer
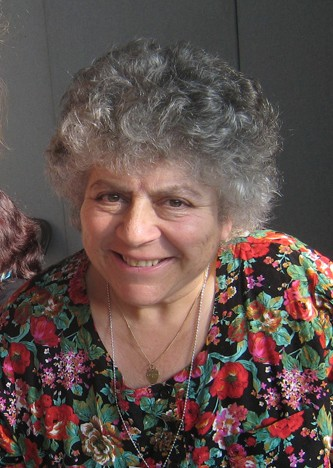
Miriam Margolyes
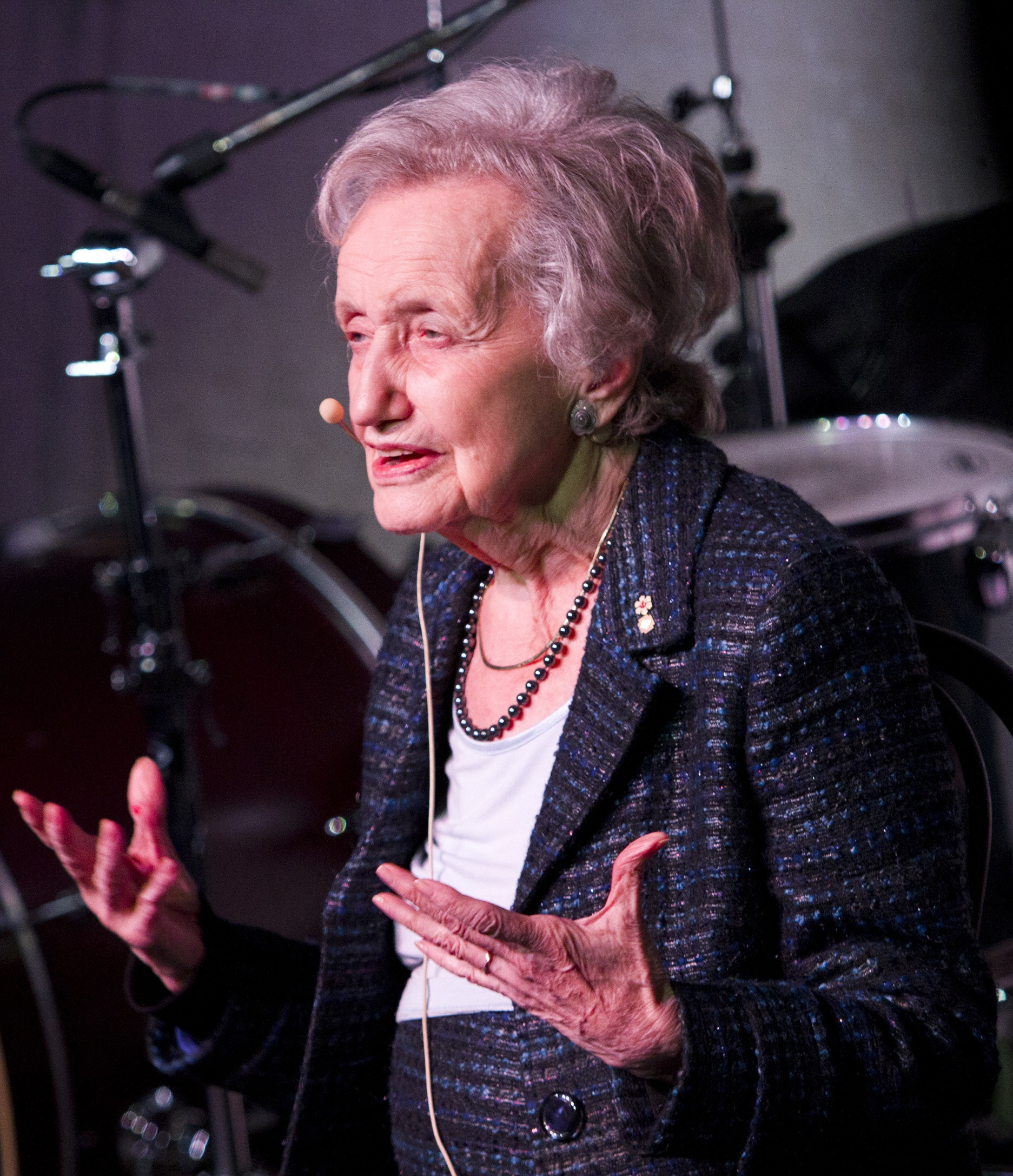
Brenda Milner
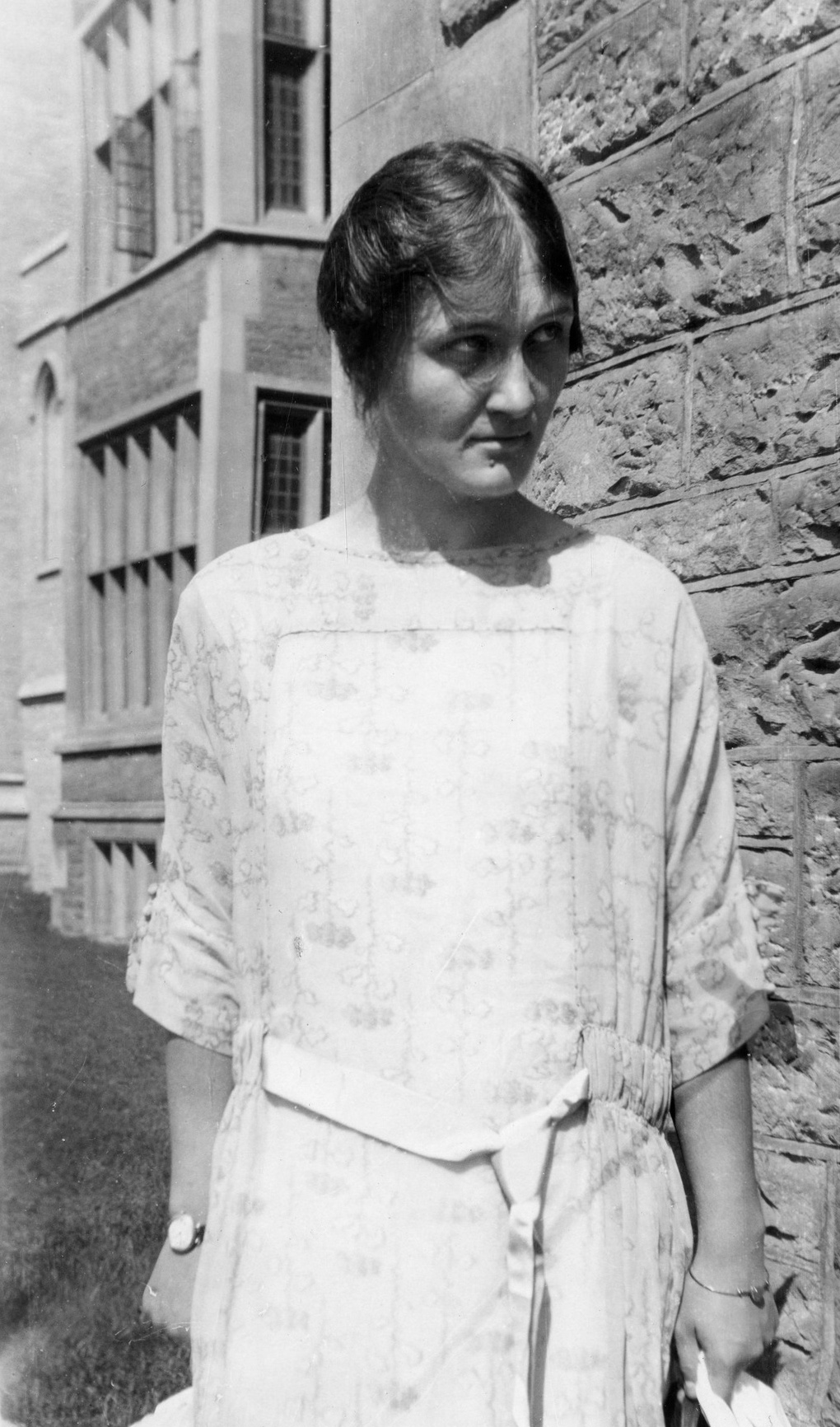
Cecilia Payne-Gaposchkin
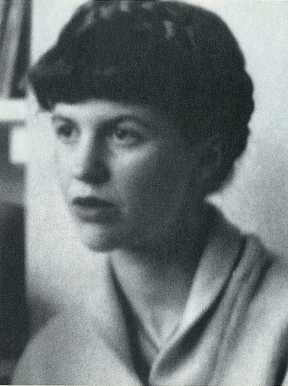
Sylvia Plath
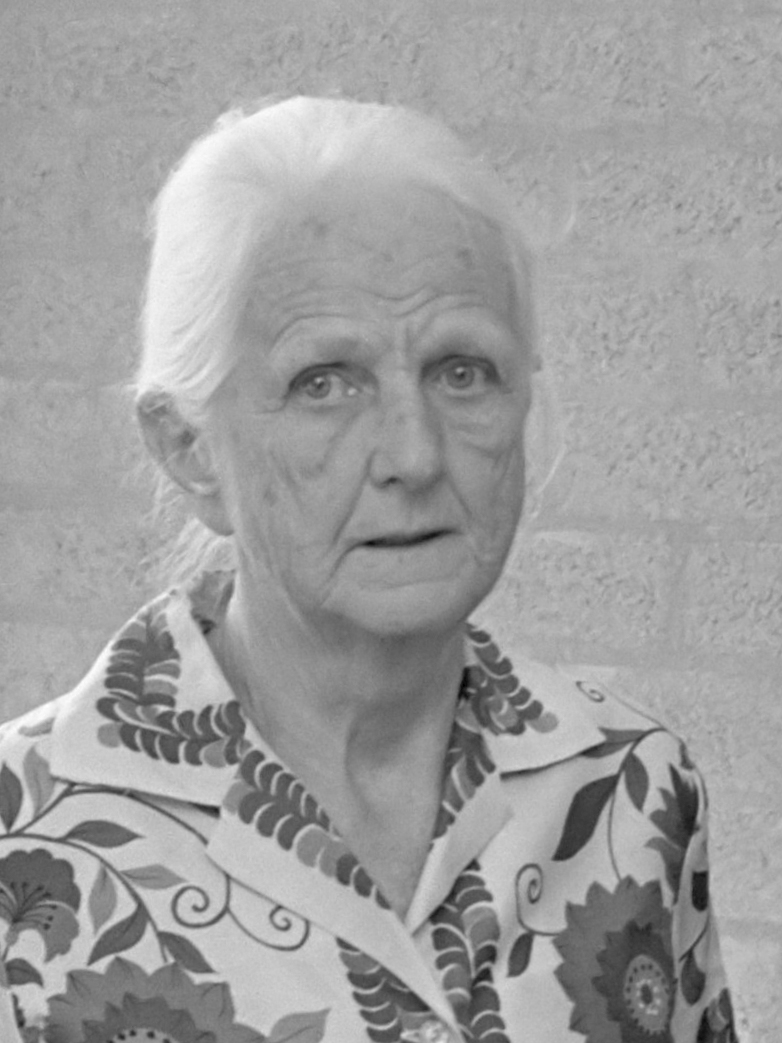
Joan Robinson
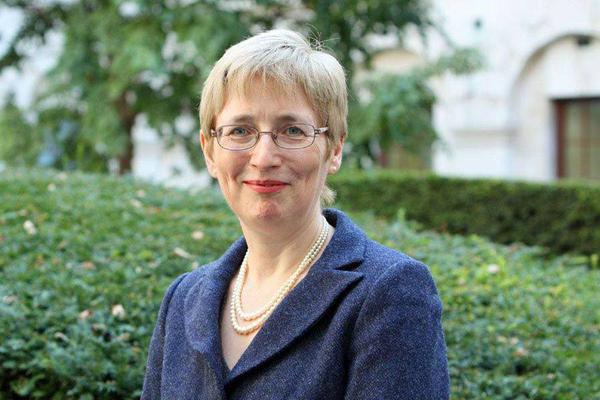
Alison Rose
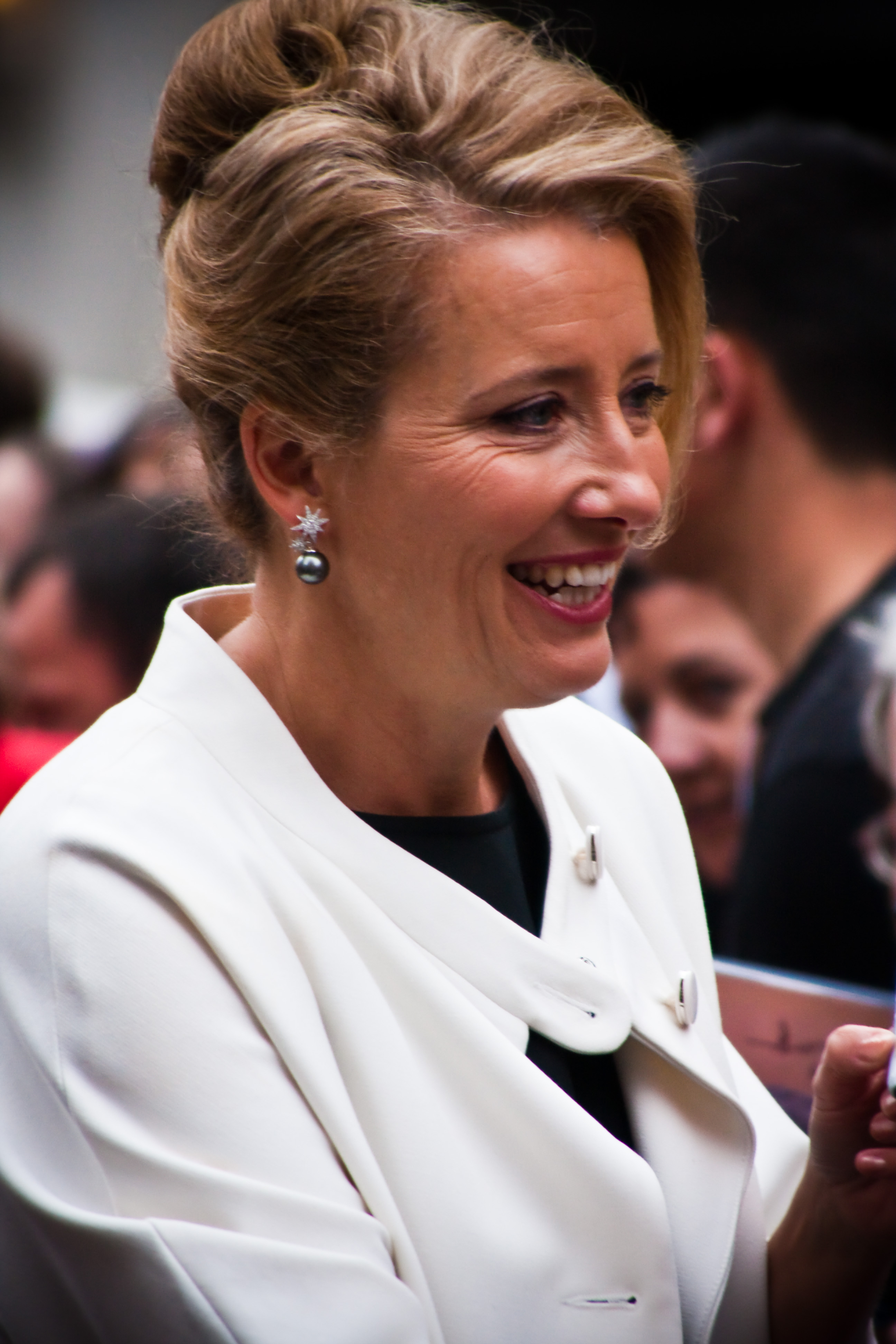
Emma Thompson
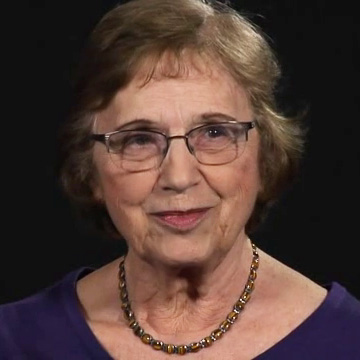
Anne Treisman
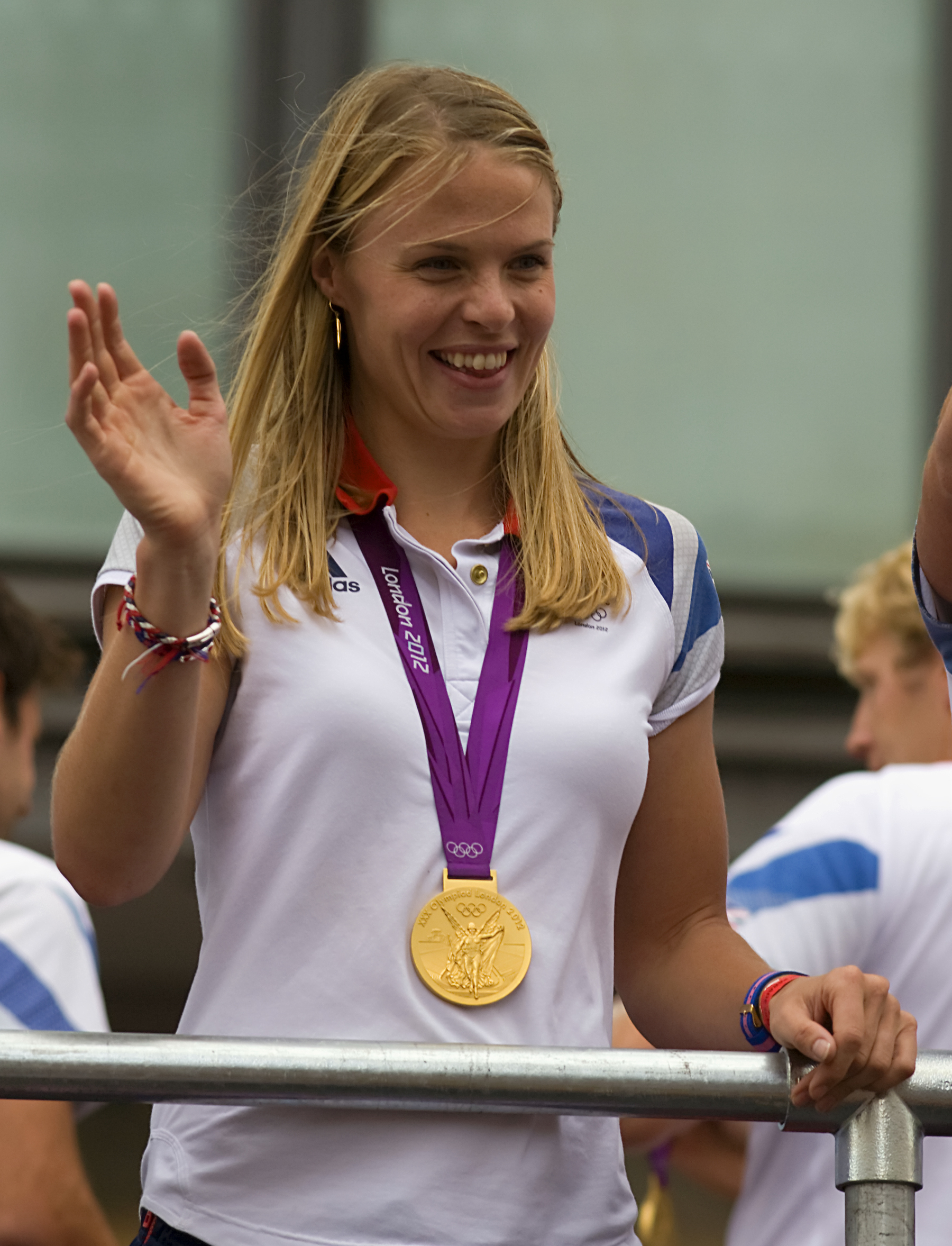
Anna Watkins
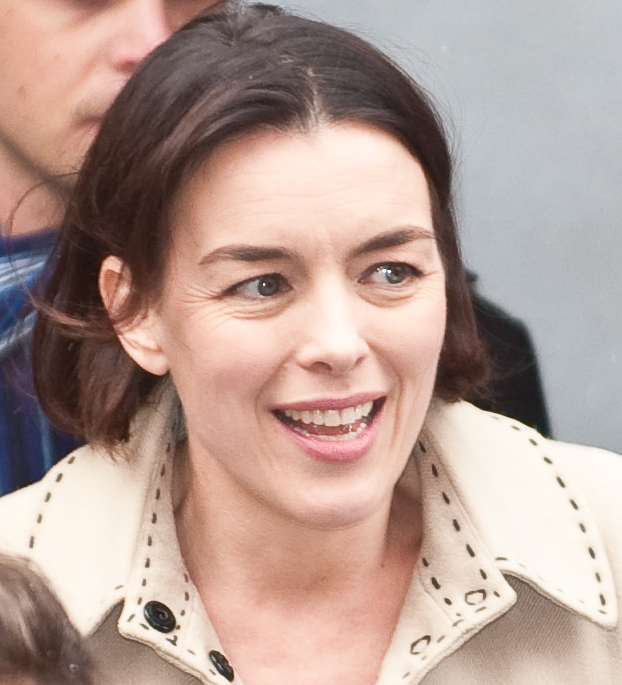
Olivia Williams

## Honorary Fellows
Tot de ereleden van Newnham College behoren Marin Alsop, Joan Armatrading, Betty Boothroyd, A.S. Byatt, Jane Goodall, Brenda Milner, Ali Smith, Emma Thompson en Sandi Toksvig.